# Tjyvantjärnen
Tjyvantjärnen är en sjö i Degerfors kommun i Närke och ingår i Göta älvs huvudavrinningsområde. Sjön har en area på 0,0487 kvadratkilometer och ligger 89,3 meter över havet.

## Delavrinningsområde
Tjyvantjärnen ingår i det delavrinningsområde (656260-141902) som SMHI kallar för Nedlagd mätstation. Medelhöjden är 109 meter över havet och ytan är 47,08 kvadratkilometer. Räknas de 330 avrinningsområdena uppströms in blir den ackumulerade arean 4 416,79 kvadratkilometer. Gullspångsälven (Liälven) som avvattnar avrinningsområdet har biflödesordning 2, vilket innebär att vattnet flödar genom totalt 2 vattendrag innan det når havet efter 258 kilometer. Avrinningsområdet består mestadels av skog (61 procent). Avrinningsområdet har 3,36 kvadratkilometer vattenytor vilket ger det en sjöprocent på 7,1 procent. Bebyggelsen i området täcker en yta av 2,62 kvadratkilometer eller 6 procent av avrinningsområdet.